# 数井琥恩
数井 琥恩（かずい くおん、2010年3月22日 - ）は、日本の子役タレント。山口県出身。株式会社TRUSTAR所属。

## 人物
- 血液型はО型
- 趣味・特技はギター、ダンス、ピアノ（幼稚園から）、書道（毛筆2段、鉛筆初段）
- 身長170cm、体重53 kg

## 実績

### テレビ出演
- ドラマL「年下彼氏」（朝日放送テレビ）(2020)
- 「やすともの恋愛島」 - 再現VTR(2020)
- 「俳句茶房」（NHK）(2020)
- 「中居正広の金曜日のスマイルたちへ」-再現VTR (TBSテレビ)(2022)
- TBSテレビ　よるおびドラマ「差出人は誰ですか？」一ノ瀬有人役
- 大河ドラマ どうする家康 第12回（2023年3月26日、NHK） - 龍王丸 役
- CX「奇跡体験！アンビリバボ－(2023)」

### 映画出演
- xxxHOLiC　百目鬼静　幼少期役(2022)

- 桜の鬼(2022)

### イベント出演
- FASH　KOBE　Kids　Fashion　Festa2019
- タマシゲ楽器ギターフェアポスターモデル
- 東京トップキッズコレクション
- 九州キッズコレクション
- キッズ時計（準グランプリ）
- JAPANファイナリスト

### CM出演演
- 「LOVOT　WEB-CM」(2020)
- 「ヤマネ鉄工建設　TVCM」 - メイン子役として出演(2020)
- 「エコクルファクトリーCM」(2019)
- 「テルモ山口　TVCM」(2021)
- 九州キッズ&ティーンズチャレンジコンテスト　2020 CM (2020)
- シロヤベーカリー

### WEB出演
- よゐこチャンネル増刊号(2019)
- ららぽーと新三郷10周年記念ムービー出演2019(2019)
- 中外製薬TikTokショ－トドラマ

### MV出演
- BugLug「カラクリリック」(2020)

### その他
- GLAZOS　2019.12
- 九州市営バスPRキッズポスターモデル
- キッズ時計×motherway広告モデル
- 九州コレクションイメ－ジモデル
- キッズ時計イメ－ジモデル